# Простокваша

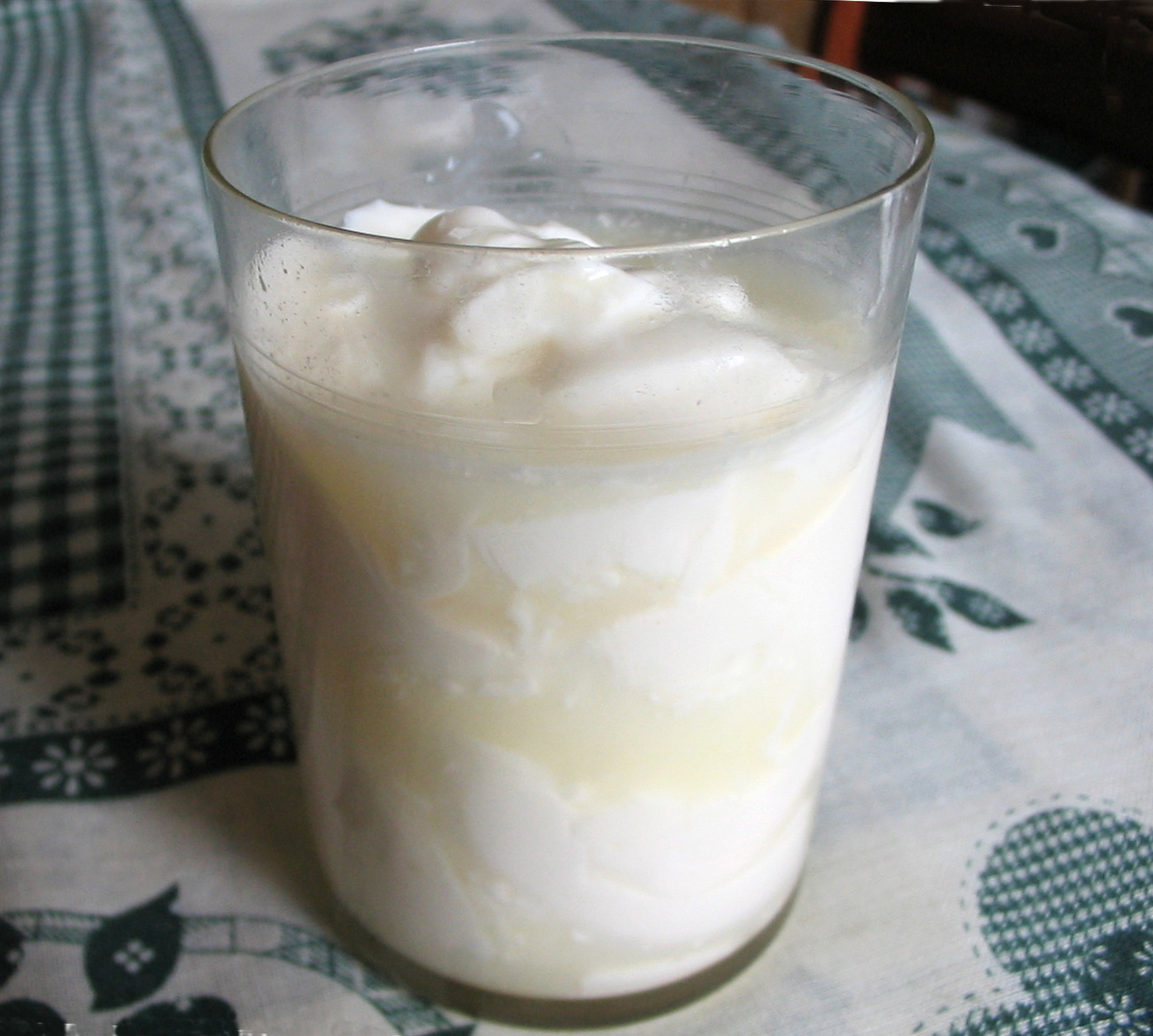
Стакан простокваши

Простоква́ша — кисломолочный продукт, образующийся из молока в результате молочнокислого брожения. В основе промышленного производства простокваши лежит сквашивание молока на чистых культурах молочнокислых бактерий. В традиционной кухне простокваша, как правило, изготавливается из молока, подвергаемого самосквашиванию или заквашиванию готовым кисломолочным продуктом. Отличается высокой усваиваемостью, энергетической ценностью, благотворно воздействует на кишечник.
Примерами других напитков молочнокислого брожения могут служить ряженка и варенец — они готовятся из топлёного молока, и йогурт, содержащий больше сухих обезжиренных веществ[значимость факта?].

## Основные виды промышленной простокваши
Основными видами промышленной простокваши в считаются
- Мечниковская — массовая доля жира 3,2 % и 6 %, в составе закваски чистые культуры термофильных стрептококов и болгарская палочка.
- Ацидофильная — массовая доля жира 3,2 %, в составе закваски чистые культуры термофильных стрептококов с добавлением ацидофильной палочки.
- Южная — массовая доля жира 3,2 %, в составе закваски чистые культуры термофильных стрептококов и болгарская палочка с добавлением или без добавления дрожжей.
- Обыкновенная — массовая доля жира 3,2 %, в составе закваски чистые культуры кислых мезофильных стрептококов.

Помимо этого производят нежирную простоквашу (из обезжиренного молока).
Производственные процессы могут предписывать использовать сахар, мёд, ванилин, корицу, плодово-ягодные джемы, варенья в качестве ароматических и вкусовых добавок, также добавляют витамин С.
Изготовление всех видов простокваши происходит термостатным способом, кроме варенца и ряженки, они, в свою очередь, вырабатываются термостатным и резервуарным способами.
Из пастеризованного молока получается простокваша с молочно-белым цветом. Из топлёного или стерилизованного молока получается простокваша бурого цвета. Добавляя вкусовые наполнители, мы получаем простоквашу оттенка наполнителя.
Термостатный способ приготовления даёт густую плотную консистенцию (сгусток). У изготовленной резервуарным способом простокваши такой сгусток нарушен.
Допускается незначительное отделение сыворотки на поверхность простокваши. У ацидофильной и южной простокваш сгусток немного тягучий, у варенца же, допускается наличие плёнок во всём объёме. Слоёная простокваша состоит из двух слоёв — это джем или варенье, которое находится плотным ровным слоем на дне баночки или коробочки и самой простокваши.

## Полезные свойства простокваши
Рекомендуется в диетическом питании и назначается при нарушениях в работе пищеварительной системы — колитах, энтеритах, гастритах.

## Противопоказания
- Индивидуальная непереносимость, аллергические реакции могут иметь любой характер: от лёгкой крапивницы до анафилактического шока.
- При тяжёлой степени непереносимости лактозы. Если непереносимость лактозы выражена слабо, есть простоквашу можно — ее благотворное влияние на пищеварение доказано научными исследованиями.
- Повышенная кислотность. Все ферментированные продукты имеют кислую среду и усиливают выработку желудочного сока[4].